# The Hand of Peril
Pour plus de détails, voir Fiche technique et Distribution.
The Hand of Peril est un film muet américain de Maurice Tourneur, sorti en 1916.

## Synopsis
L'agent des Services Secrets James Kestner est capturé par le gang de Frank Lambert, que James poursuivait pour contrefaçon. La fille de Frank, Maura, impressionnée par le courage de James, convainc son père de le relâcher.
Plus tard, James tue Tony Morello, un membre du gang, alors qu'il essayait de violer Maura, mais, avant de mourir, Tony révèle qu'elle n'est pas la fille de Lambert, mais qu'elle a été enlevée lorsqu'elle n'était qu'un bébé. Maura réalise alors qu'elle n'est pas criminelle par atavisme, mais parce qu'elle a été éduquée ainsi. James finalement arrête Frank, mais ne dénonce pas Maura à la police, bien qu'elle soit l'experte en contrefaçon du gang, et le couple envisage de se marier. 

## Fiche technique
- Titre original : The Hand of Peril
- Réalisation : Maurice Tourneur, assisté de Clarence Brown
- Scénario : Maurice Tourneur, d'après le roman The Hand of Peril: A Novel of Adventure d'Arthur Stringer
- Direction artistique : Ben Carré
- Photographie : John van den Broek
- Montage : Clarence Brown
- Production : Maurice Tourneur
- Société de production : Paragon Films
- Société de distribution : World Film Corporation
- Pays d'origine :  États-Unis
- Langue originale : anglais
- Format : noir et blanc — 35 mm — 1,37:1 — Muet
- Genre : Film policier
- Durée : 66 minutes
- Date de sortie :
  - États-Unis : 27 mars 1916

## Distribution
- House Peters : James Kestner
- June Elvidge : Maura Lambert
- Ralph Delmore : Frank Lambert
- Doris Sawyer : « Bull's Eye » Cherry
- Ray Pilcer : Tony Morello